# Liste der Olympiasieger im Radsport/Medaillengewinner Bahn
Diese Liste ist Teil der Liste der Olympiasieger im Radsport. Sie führt sämtliche Medaillengewinner in Wettbewerben im Bahnradsport bei Olympischen Spielen auf. Gegliedert ist sie einerseits nach Geschlecht, andererseits nach aktuellen und nicht mehr ausgetragenen Disziplinen.

## Aktuelle Disziplinen

### Männer

#### Sprint
| Olympia | Gold                | Silber                 | Bronze               |
| ------- | ------------------- | ---------------------- | -------------------- |
| 1896    | Paul Masson         | Stamatios Nikolopoulos | Léon Flameng         |
| 1900    | Albert Taillandier  | Fernand Sanz           | John Henry Lake      |
| 1908    | nicht vergeben      | nicht vergeben         | nicht vergeben       |
| 1920    | Maurice Peeters     | Thomas Johnson         | Harry Ryan           |
| 1924    | Lucien Michard      | Jaap Meijer            | Jean Cugnot          |
| 1928    | Roger Beaufrand     | Antoine Mazairac       | Willy Falck Hansen   |
| 1932    | Jacobus van Egmond  | Louis Chaillot         | Bruno Pellizzari     |
| 1936    | Toni Merkens        | Arie van Vliet         | Louis Chaillot       |
| 1948    | Mario Ghella        | Reg Harris             | Axel Schandorff      |
| 1952    | Enzo Sacchi         | Lionel Cox             | Werner Potzernheim   |
| 1956    | Michel Rousseau     | Guglielmo Pesenti      | Dick Ploog           |
| 1960    | Sante Gaiardoni     | Leo Sterckx            | Valentino Gasparella |
| 1964    | Giovanni Pettenella | Sergio Bianchetto      | Daniel Morelon       |
| 1968    | Daniel Morelon      | Giordano Turrini       | Pierre Trentin       |
| 1972    | Daniel Morelon      | John Nicholson         | Omar Pchakadse       |
| 1976    | Anton Tkáč          | Daniel Morelon         | Jürgen Geschke       |
| 1980    | Lutz Heßlich        | Yavé Cahard            | Sergei Kopylow       |
| 1984    | Mark Gorski         | Nelson Vails           | Tsutomu Sakamoto     |
| 1988    | Lutz Heßlich        | Nikolai Kowsch         | Gary Neiwand         |
| 1992    | Jens Fiedler        | Gary Neiwand           | Curt Harnett         |
| 1996    | Jens Fiedler        | Marty Nothstein        | Curt Harnett         |
| 2000    | Marty Nothstein     | Florian Rousseau       | Jens Fiedler         |
| 2004    | Ryan Bayley         | Theo Bos               | René Wolff           |
| 2008    | Chris Hoy           | Jason Kenny            | Mickaël Bourgain     |
| 2012    | Jason Kenny         | Grégory Baugé          | Shane Perkins        |
| 2016    | Jason Kenny         | Callum Skinner         | Denis Dmitrijew      |
| 2020    | Harrie Lavreysen    | Jeffrey Hoogland       | Jack Carlin          |
| 2024    | Harrie Lavreysen    | Matthew Richardson     | Jack Carlin          |

#### Olympischer Sprint/Teamsprint
| Olympia | Gold                                                                           | Silber                                                  | Bronze                                                       |
| ------- | ------------------------------------------------------------------------------ | ------------------------------------------------------- | ------------------------------------------------------------ |
| 2000    | Frankreich Laurent Gané Florian Rousseau Arnaud Tournant                       | Großbritannien Chris Hoy Craig MacLean Jason Queally    | Australien Sean Eadie Darryn Hill Gary Neiwand               |
| 2004    | Deutschland Jens Fiedler Stefan Nimke René Wolff                               | Japan Toshiaki Fushimi Masaki Inoue Tomohiro Nagatsuka  | Frankreich Mickaël Bourgain Laurent Gané Arnaud Tournant     |
| 2008    | Großbritannien Chris Hoy Jason Kenny Jamie Staff                               | Frankreich Grégory Baugé Kévin Sireau Arnaud Tournant   | Deutschland René Enders Maximilian Levy Stefan Nimke         |
| 2012    | Großbritannien Philip Hindes Chris Hoy Jason Kenny                             | Frankreich Grégory Baugé Michaël D’Almeida Kévin Sireau | Deutschland René Enders Robert Förstemann Maximilian Levy    |
| 2016    | Großbritannien Philip Hindes Jason Kenny Callum Skinner                        | Neuseeland Ethan Mitchell Sam Webster Edward Dawkins    | Frankreich Grégory Baugé François Pervis Michaël D’Almeida   |
| 2020    | Niederlande Jeffrey Hoogland Harrie Lavreysen Roy van den Berg Matthijs Büchli | Großbritannien Jack Carlin Jason Kenny Ryan Owens       | Frankreich Florian Grengbo Rayan Helal Sébastien Vigier      |
| 2024    | Niederlande Jeffrey Hoogland Harrie Lavreysen Roy van den Berg                 | Großbritannien Ed Lowe Hamish Turnbull Jack Carlin      | Australien Leigh Hoffman Matthew Glaetzer Matthew Richardson |

#### 4000 m Mannschaftsverfolgung
| Olympia | Gold | Silber | Bronze                                                                                                |
| ------- | --- | --- | --- |
| 1908    | Großbritannien Benjamin Jones Clarence Kingsbury Leon Meredith Ernest Payne                                    | Deutsches Reich Max Götze Rudolf Katzer Hermann Martens Karl Neumer                                         | Kanada William Anderson Walter Andrews Frederick McCarthy William Morton                              |
| 1920    | Italien Arnaldo Carli Ruggero Ferrario Franco Giorgetti Primo Magnani                                          | Großbritannien Cyril Alden Thomas Johnson William Stewart Albert White                                      | Südafrikanische Union Sammy Goosen Henry Kaltenbrunn William Smith James Walker                       |
| 1924    | Italien Alfredo Dinale Angelo De Martini Aurelio Menegazzi Francesco Zucchetti                                 | Polen Józef Lange Jan Łazarski Tomasz Stankiewicz Franciszek Szymczyk                                       | Belgien Jean Van Den Bosch Léonard Daghelinckx Rik Hoevenaers Fernand Saivé                           |
| 1928    | Italien Cesare Facciani Giacomo Gaioni Mario Lusiani Luigi Tasselli                                            | Niederlande Janus Braspennincx Piet van der Horst Jan Maas Jan Pijnenburg                                   | Großbritannien George Southall Harry Wyld Lew Wyld Percy Wyld                                         |
| 1932    | Italien Nino Borsari Marco Cimatti Alberto Ghilardi Paolo Pedretti                                             | Frankreich Paul Chocque Amédée Fournier René Le Grevès Henri Mouillefarine                                  | Großbritannien William Gladstone Harvell Charles Holland Ernest Johnson Frank Southall                |
| 1936    | Frankreich Robert Charpentier Jean Goujon Guy Lapébie Roger Le Nizerhy                                         | Italien Bianco Bianchi Mario Gentili Armando Latini Severino Rigoni                                         | Großbritannien Harry Hill Ernest Johnson Charles Thomas King Ernest Mills                             |
| 1948    | Frankreich Pierre Adam Serge Blusson Charles Coste Fernand Decanali                                            | Italien Arnaldo Benfenati Guido Bernardi Anselmo Citterio Rino Pucci                                        | Großbritannien Robert Alan Geldard Tommy Godwin Dave Ricketts Wilfred Waters                          |
| 1952    | Italien Loris Campana Mino De Rossi Guido Messina Marino Morettini                                             | Südafrika George Estman Robert Fowler Tommy Shardelow Jimmy Swift                                           | Großbritannien Donald Burgess George Newberry Alan Newton Ronald Stretton                             |
| 1956    | Italien Antonio Domenicali Leandro Faggin Franco Gandini Valentino Gasparella Virginio Pizzali                 | Frankreich René Bianchi Jean Graczyk Jean-Claude Lecante Michel Vermeulin                                   | Großbritannien Donald Burgess Mike Gambrill John Geddes Tom Simpson                                   |
| 1960    | Italien Luigi Arienti Franco Testa Mario Vallotto Marino Vigna                                                 | Deutschland Bernd Barleben Peter Gröning Manfred Klieme Siegfried Köhler                                    | Sowjetunion Arnold Belgardt Leonid Kolumbet Stanislaw Moskwin Wiktor Romanow                          |
| 1964    | Deutschland Lothar Claesges Karl-Heinz Henrichs Karl Link Ernst Streng                                         | Italien Cencio Mantovani Carlo Rancati Luigi Roncaglia Franco Testa                                         | Niederlande Henk Cornelisse Gerard Koel Jacob Oudkerk Cornelis Schuuring                              |
| 1968    | Dänemark Gunnar Asmussen Mogens Frey Per Lyngemark Reno Olsen Peder Pedersen                                   | BR Deutschland Udo Hempel Karl-Heinz Henrichs Jürgen Kißner Karl Link                                       | Italien Lorenzo Bosisio Cipriano Chemello Giorgio Morbiato Luigi Roncaglia                            |
| 1972    | BR Deutschland Jürgen Colombo Günter Haritz Udo Hempel Günther Schumacher                                      | DDR Thomas Huschke Heinz Richter Herbert Richter Uwe Unterwalder                                            | Großbritannien Michael Bennett Ian Hallam Ronald Keeble William Moore                                 |
| 1976    | BR Deutschland Gregor Braun Hans Lutz Günther Schumacher Peter Vonhof                                          | Sowjetunion Wladimir Ossokin Alexander Perow Witali Petrakow Wiktor Sokolow                                 | Großbritannien Ian Banbury Michael Bennett Robin Croker Ian Hallam                                    |
| 1980    | Sowjetunion Wiktor Manakow Waleri Mowtschan Wladimir Ossokin Witali Petrakow bis Halbfinale: Alexander Krasnow | DDR Gerald Mortag Uwe Unterwalder Matthias Wiegand Volker Winkler                                           | Tschechoslowakei Teodor Černý Martin Penc Jiří Pokorný Igor Sláma                                     |
| 1984    | Australien Michael Grenda Kevin Nichols Michael Turtur Dean Woods                                              | Vereinigte Staaten David Grylls Steve Hegg Patrick McDonough Leonard Nitz                                   | BR Deutschland Reinhard Alber Rolf Gölz Roland Günther Michael Marx                                   |
| 1988    | Sowjetunion Wjatscheslaw Jekimow Artūras Kasputis Dmitri Neljubin Gintautas Umaras                             | DDR Steffen Blochwitz Roland Hennig Dirk Meier Carsten Wolf                                                 | Australien Brett Dutton Wayne McCarney Stephen McGlede Dean Woods                                     |
| 1992    | Deutschland Guido Fulst Michael Glöckner Jens Lehmann Stefan Steinweg Andreas Walzer                           | Australien Brett Aitken Stephen McGlede Stuart O’Grady Shaun O’Brien                                        | Dänemark Ken Frost Jimmi Madsen Klaus Kynde Nielsen Jan Bo Petersen Michael Sandstød                  |
| 1996    | Frankreich Christophe Capelle Philippe Ermenault Jean-Michel Monin Francis Moreau                              | Russland Eduard Grizun Nikolai Kusnezow Alexei Markow Anton Schantyr                                        | Australien Brett Aitken Stuart O’Grady Tim O’Shannessey Dean Woods                                    |
| 2000    | Deutschland Robert Bartko Daniel Becke Guido Fulst Jens Lehmann Vorläufe: Olaf Pollack                         | Ukraine Oleksandr Fedenko Serhij Matwjejew Oleksandr Symonenko Serhij Tschernjawskyj                        | Großbritannien Paul Manning Chris Newton Bryan Steel Bradley Wiggins Vorläufe: Jonny Clay, Rob Hayles |
| 2004    | Australien Graeme Brown Brett Lancaster Bradley McGee Luke Roberts Vorläufe: Peter Dawson, Stephen Wooldridge  | Großbritannien Steve Cummings Rob Hayles Paul Manning Bradley Wiggins Vorläufe: Chris Newton, Bryan Steel   | Spanien Carlos Castaño Sergi Escobar Asier Maeztu Carlos Torrent                                      |
| 2008    | Großbritannien Ed Clancy Paul Manning Geraint Thomas Bradley Wiggins                                           | Dänemark Michael Mørkøv Casper Jørgensen Jens-Erik Madsen Alex Rasmussen Vorläufe: Michael Færk Christensen | Neuseeland Sam Bewley Hayden Roulston Marc Ryan Jesse Sergent Vorläufe: Westley Gough                 |
| 2012    | Großbritannien Ed Clancy Geraint Thomas Steven Burke Peter Kennaugh                                            | Australien Jack Bobridge Glenn O’Shea Rohan Dennis Michael Hepburn                                          | Neuseeland Sam Bewley Marc Ryan Jesse Sergent Aaron Gate                                              |
| 2016    | Großbritannien Ed Clancy Steven Burke Owain Doull Bradley Wiggins                                              | Australien Alexander Edmondson Jack Bobridge Michael Hepburn Sam Welsford                                   | Dänemark Lasse Norman Hansen Niklas Larsen Frederik Madsen Casper von Folsach                         |
| 2020    | Italien Simone Consonni Filippo Ganna Francesco Lamon Jonathan Milan                                           | Dänemark Lasse Norman Hansen Niklas Larsen Frederik Madsen Rasmus Pedersen                                  | Australien Kelland O’Brien Sam Welsford Lucas Plapp Alexander Porter                                  |
| 2024    | Australien Oliver Bleddyn Conor Leahy Kelland O’Brien Sam Welsford                                             | Großbritannien Daniel Bigham Ethan Hayter Charlie Tanfield Ethan Vernon Oliver Wood                         | Italien Simone Consonni Filippo Ganna Francesco Lamon Jonathan Milan                                  |

#### Keirin
| Olympia | Gold             | Silber                | Bronze                           |
| ------- | ---------------- | --------------------- | -------------------------------- |
| 2000    | Florian Rousseau | Gary Neiwand          | Jens Fiedler                     |
| 2004    | Ryan Bayley      | José Antonio Escuredo | Shane Kelly                      |
| 2008    | Chris Hoy        | Ross Edgar            | Kiyofumi Nagai                   |
| 2012    | Chris Hoy        | Maximilian Levy       | Simon van Velthooven Teun Mulder |
| 2016    | Jason Kenny      | Matthijs Büchli       | Azizulhasni Awang                |
| 2020    | Jason Kenny      | Azizulhasni Awang     | Harrie Lavreysen                 |
| 2024    | Harrie Lavreysen | Matthew Richardson    | Matthew Glaetzer                 |

#### Omnium
| Olympia | Gold                | Silber           | Bronze                |
| ------- | ------------------- | ---------------- | --------------------- |
| 2012    | Lasse Norman Hansen | Bryan Coquard    | Ed Clancy             |
| 2016    | Elia Viviani        | Mark Cavendish   | Lasse Norman Hansen   |
| 2020    | Matthew Walls       | Campbell Stewart | Elia Viviani          |
| 2024    | Benjamin Thomas     | Iúri Leitão      | Fabio Van den Bossche |

#### Madison
| Olympia | Gold                                           | Silber                                    | Bronze                                     |
| ------- | ---------------------------------------------- | ----------------------------------------- | ------------------------------------------ |
| 2000    | Australien Brett Aitken Scott McGrory          | Belgien Matthew Gilmore Etienne De Wilde  | Italien Silvio Martinello Marco Villa      |
| 2004    | Australien Graeme Brown Stuart O’Grady         | Schweiz Franco Marvulli Bruno Risi        | Großbritannien Rob Hayles Bradley Wiggins  |
| 2008    | Argentinien Juan Esteban Curuchet Walter Pérez | Spanien Joan Llaneras Toni Tauler         | Russland Michail Ignatjew Alexei Markow    |
| 2020    | Dänemark Lasse Norman Hansen Michael Mørkøv    | Großbritannien Ethan Hayter Matthew Walls | Frankreich Benjamin Thomas Donavan Grondin |
| 2024    | Portugal Iúri Leitão Rui Oliveira              | Italien Simone Consonni Elia Viviani      | Dänemark Niklas Larsen Michael Mørkøv      |

### Frauen

#### Sprint
| Olympia | Gold               | Silber                      | Bronze                  |
| ------- | ------------------ | --------------------------- | ----------------------- |
| 1988    | Erika Salumäe      | Christa Luding-Rothenburger | Connie Paraskevin-Young |
| 1992    | Erika Salumäe      | Annett Neumann              | Ingrid Haringa          |
| 1996    | Félicia Ballanger  | Michelle Ferris             | Ingrid Haringa          |
| 2000    | Félicia Ballanger  | Oxana Grischina             | Iryna Janowytsch        |
| 2004    | Lori-Ann Muenzer   | Tamilla Abassowa            | Anna Meares             |
| 2008    | Victoria Pendleton | Anna Meares                 | Guo Shuang              |
| 2012    | Anna Meares        | Victoria Pendleton          | Guo Shuang              |
| 2016    | Kristina Vogel     | Rebecca James               | Katy Marchant           |
| 2020    | Kelsey Mitchell    | Olena Starykowa             | Lee Wai-sze             |
| 2024    | Ellesse Andrews    | Lea Sophie Friedrich        | Emma Finucane           |

#### Teamsprint
| Olympia | Gold                                                       | Silber                                                 | Bronze                                                       |
| ------- | ---------------------------------------------------------- | ------------------------------------------------------ | ------------------------------------------------------------ |
| 2012    | Deutschland Kristina Vogel Miriam Welte                    | China Gong Jinjie Guo Shuang                           | Australien Kaarle McCulloch Anna Meares                      |
| 2016    | China Gong Jinjie Zhong Tianshi                            | Russland Darja Schmeljowa Anastassija Woinowa          | Deutschland Kristina Vogel Miriam Welte                      |
| 2020    | China Bao Shanju Zhong Tianshi                             | Deutschland Lea Sophie Friedrich Emma Hinze            | ROC Darja Schmeljowa Anastassija Woinowa                     |
| 2024    | Großbritannien Katy Marchant Sophie Capewell Emma Finucane | Neuseeland Rebecca Petch Shaane Fulton Ellesse Andrews | Deutschland Pauline Grabosch Emma Hinze Lea Sophie Friedrich |

#### Mannschaftsverfolgung
| Olympia | Gold                                                                            | Silber                                                                     | Bronze                                                                 |
| ------- | ------------------------------------------------------------------------------- | -------------------------------------------------------------------------- | ---------------------------------------------------------------------- |
| 2012    | Großbritannien Danielle King Laura Trott Joanna Rowsell                         | Vereinigte Staaten Sarah Hammer Dotsie Bausch Jennie Reed                  | Kanada Tara Whitten Gillian Carleton Jasmin Glaesser                   |
| 2016    | Großbritannien Katie Archibald Laura Trott Elinor Barker Joanna Rowsell-Shand   | Vereinigte Staaten Sarah Hammer Kelly Catlin Chloé Dygert Jennifer Valente | Kanada Allison Beveridge Jasmin Glaesser Kirsti Lay Georgia Simmerling |
| 2020    | Deutschland Franziska Brauße Lisa Brennauer Lisa Klein Mieke Kröger             | Großbritannien Katie Archibald Laura Trott Josie Knight Elinor Barker      | Vereinigte Staaten Chloé Dygert Megan Jastrab Emma White Lily Williams |
| 2024    | Vereinigte Staaten Chloé Dygert Kristen Faulkner Jennifer Valente Lily Williams | Neuseeland Bryony Botha Emily Shearman Nicole Shields Ally Wollaston       | Großbritannien Elinor Barker Josie Knight Anna Morris Jessica Roberts  |

#### Keirin
| Olympia | Gold                | Silber            | Bronze          |
| ------- | ------------------- | ----------------- | --------------- |
| 2012    | Victoria Pendleton  | Guo Shuang        | Lee Wai-sze     |
| 2016    | Elis Ligtlee        | Rebecca James     | Anna Meares     |
| 2020    | Shanne Braspennincx | Ellesse Andrews   | Lauriane Genest |
| 2024    | Ellesse Andrews     | Hetty van de Wouw | Emma Finucane   |

#### Omnium
| Olympia | Gold             | Silber        | Bronze            |
| ------- | ---------------- | ------------- | ----------------- |
| 2012    | Laura Trott      | Sarah Hammer  | Annette Edmondson |
| 2016    | Laura Trott      | Sarah Hammer  | Jolien D’hoore    |
| 2020    | Jennifer Valente | Yūmi Kajihara | Kirsten Wild      |
| 2024    | Jennifer Valente | Daria Pikulik | Ally Wollaston    |

#### Madison
| Olympia | Gold                                       | Silber                                  | Bronze                                        |
| ------- | ------------------------------------------ | --------------------------------------- | --------------------------------------------- |
| 2020    | Großbritannien Laura Trott Katie Archibald | Dänemark Amalie Dideriksen Julie Leth   | ROC Gulnas Chatunzewa Marija Nowolodskaja     |
| 2024    | Italien Chiara Consonni Vittoria Guazzini  | Großbritannien Elinor Barker Neah Evans | Niederlande Maike van der Duin Lisa van Belle |

## Nicht mehr ausgetragene Disziplinen

### Männer

#### ¼ Meile (402,33 m)
| Olympia | Gold          | Silber         | Bronze           |
| ------- | ------------- | -------------- | ---------------- |
| 1904    | Marcus Hurley | Burton Downing | Teddy Billington |

#### ⅓ Meile (536,45 m)
| Olympia | Gold          | Silber         | Bronze           |
| ------- | ------------- | -------------- | ---------------- |
| 1904    | Marcus Hurley | Burton Downing | Teddy Billington |

#### 660 Yards (603,491 m)
| Olympia | Gold           | Silber         | Bronze      |
| ------- | -------------- | -------------- | ----------- |
| 1908    | Victor Johnson | Émile Demangel | Karl Neumer |

#### ½ Meile (804,67 m)
| Olympia | Gold          | Silber           | Bronze         |
| ------- | ------------- | ---------------- | -------------- |
| 1904    | Marcus Hurley | Teddy Billington | Burton Downing |

#### 1 Meile (1609,34 m)
| Olympia | Gold          | Silber         | Bronze           |
| ------- | ------------- | -------------- | ---------------- |
| 1904    | Marcus Hurley | Burton Downing | Teddy Billington |

#### 2 Meilen (3218,68 m)
| Olympia | Gold           | Silber       | Bronze        |
| ------- | -------------- | ------------ | ------------- |
| 1904    | Burton Downing | Oscar Goerke | Marcus Hurley |

#### 5 Kilometer
| Olympia | Gold            | Silber           | Bronze        |
| ------- | --------------- | ---------------- | ------------- |
| 1906    | Francesco Verri | Herbert Crowther | Fernand Vast  |
| 1908    | Benjamin Jones  | Maurice Schilles | André Auffray |

#### 5 Meilen (8046,57 m)
| Olympia | Gold           | Silber       | Bronze         |
| ------- | -------------- | ------------ | -------------- |
| 1904    | Charles Schlee | George Wiley | Arthur Andrews |

#### 10 Kilometer
| Olympia | Gold        | Silber       | Bronze       |
| ------- | ----------- | ------------ | ------------ |
| 1896    | Paul Masson | Léon Flameng | Adolf Schmal |

#### 20 Kilometer
| Olympia | Gold               | Silber             | Bronze           |
| ------- | ------------------ | ------------------ | ---------------- |
| 1906    | Billy Pett         | Maurice Bardonneau | Fernand Vast     |
| 1908    | Clarence Kingsbury | Benjamin Jones     | Joseph Werbrouck |

#### 25 Kilometer
| Olympia | Gold          | Silber           | Bronze          |
| ------- | ------------- | ---------------- | --------------- |
| 1900    | Louis Bastien | Lloyd Hildebrand | Auguste Daumain |

#### 25 Meilen (40,225 Kilometer)
| Olympia | Gold           | Silber         | Bronze       |
| ------- | -------------- | -------------- | ------------ |
| 1904    | Burton Downing | Arthur Andrews | George Wiley |

#### 50 Kilometer
| Olympia | Gold            | Silber      | Bronze       |
| ------- | --------------- | ----------- | ------------ |
| 1920    | Henry George    | Cyril Alden | Piet Ikelaar |
| 1924    | Jacobus Willems | Cyril Alden | Harry Wyld   |

#### 100 Kilometer
| Olympia | Gold             | Silber            | Bronze         |
| ------- | ---------------- | ----------------- | -------------- |
| 1896    | Léon Flameng     | Georgios Kolettis | nicht vergeben |
| 1908    | Charles Bartlett | Charles Denny     | Octave Lapize  |

#### Tandem
| Olympia | Gold                                           | Silber                                           | Bronze                                                  |
| ------- | ---------------------------------------------- | ------------------------------------------------ | ------------------------------------------------------- |
| 1906    | Großbritannien Arthur Rushen John Matthews     | Deutsches Reich Max Götze Bruno Götze            | Deutsches Reich Karl Arnold Otto Küpferling             |
| 1908    | Frankreich André Auffray Maurice Schilles      | Großbritannien Frederick Hamlin Thomas Johnson   | Großbritannien Charlie Brooks William Isaacs            |
| 1920    | Großbritannien Thomas Lance Harry Ryan         | Südafrikanische Union William Smith James Walker | Niederlande Piet Ikelaar Frans de Vreng                 |
| 1924    | Frankreich Lucien Choury Jean Cugnot           | Dänemark Edmund Hansen Willy Falck Hansen        | Niederlande Gerard Bosch van Drakestein Maurice Peeters |
| 1928    | Niederlande Daan van Dijk Bernard Leene        | Großbritannien Ernest Chambers John Sibbit       | Deutsches Reich Hans Bernhardt Karl Köther              |
| 1932    | Frankreich Louis Chaillot Maurice Perrin       | Großbritannien Ernest Chambers Stanley Chambers  | Dänemark Harald Christensen Willy Gervin                |
| 1936    | Deutsches Reich Ernst Ihbe Carl Lorenz         | Niederlande Bernard Leene Henk Ooms              | Frankreich Pierre Georget Georges Maton                 |
| 1948    | Italien Renato Perona Ferdinando Terruzzi      | Großbritannien Alan Bannister Reg Harris         | Frankreich Gaston Dron René Faye                        |
| 1952    | Australien Lionel Cox Russell Mockridge        | Südafrika Raymond Robinson Tommy Shardelow       | Italien Antonio Maspes Cesare Pinarello                 |
| 1956    | Australien Ian Browne Tony Marchant            | Tschechoslowakei Ladislav Fouček Václav Machek   | Italien Giuseppe Ogna Cesare Pinarello                  |
| 1960    | Italien Giuseppe Beghetto Sergio Bianchetto    | Deutschland Jürgen Simon Lothar Stäber           | Sowjetunion Wladimir Leonow Boris Wassiljew             |
| 1964    | Italien Sergio Bianchetto Angelo Damiano       | Sowjetunion Imants Bodnieks Wiktor Logunow       | Deutschland Willi Fuggerer Klaus Kobusch                |
| 1968    | Frankreich Daniel Morelon Pierre Trentin       | Niederlande Jan Jansen Leijn Loevesijn           | Belgien Daniel Goens Robert Van Lancker                 |
| 1972    | Sowjetunion Wladimir Semenez Igor Zelowalnikow | DDR Jürgen Geschke Werner Otto                   | Polen Andrzej Bek Benedykt Kocot                        |

#### 12-Stunden-Rennen
| Olympia | Gold         | Silber            | Bronze         |
| ------- | ------------ | ----------------- | -------------- |
| 1896    | Adolf Schmal | Frederick Keeping | nicht vergeben |

#### 1000 m Zeitfahren
| Olympia | Gold                   | Silber                      | Bronze                |
| ------- | ---------------------- | --------------------------- | --------------------- |
| 1896    | Paul Masson            | Stamatios Nikolopoulos      | Adolf Schmal          |
| 1906    | Francesco Verri        | Herbert Crowther            | Henri Menjou          |
| 1906    | Francesco Verri        | Herbert Bouffler            | Eugène Debongnie      |
| 1928    | Willy Falck Hansen     | Gerard Bosch van Drakestein | Edgar Gray            |
| 1932    | Edgar Gray             | Jacobus van Egmond          | Charles Rampelberg    |
| 1936    | Arie van Vliet         | Pierre Georget              | Rudolf Karsch         |
| 1948    | Jacques Dupont         | Pierre Nihant               | Tommy Godwin          |
| 1952    | Russell Mockridge      | Marino Morettini            | Raymond Robinson      |
| 1956    | Leandro Faggin         | Ladislav Fouček             | Jimmy Swift           |
| 1960    | Sante Gaiardoni        | Dieter Gieseler             | Rostislaw Wargaschkin |
| 1964    | Patrick Sercu          | Giovanni Pettenella         | Pierre Trentin        |
| 1968    | Pierre Trentin         | Niels Fredborg              | Janusz Kierzkowski    |
| 1972    | Niels Fredborg         | Danny Clark                 | Jürgen Schütze        |
| 1976    | Klaus-Jürgen Grünke    | Michel Vaarten              | Niels Fredborg        |
| 1980    | Lothar Thoms           | Alexander Panfilow          | David Weller          |
| 1984    | Fredy Schmidtke        | Curt Harnett                | Fabrice Colas         |
| 1988    | Aleksandr Kiritschenko | Martin Vinnicombe           | Robert Lechner        |
| 1992    | José Moreno Periñán    | Shane Kelly                 | Erin Hartwell         |
| 1996    | Florian Rousseau       | Erin Hartwell               | Takanobu Jumonji      |
| 2000    | Jason Queally          | Stefan Nimke                | Shane Kelly           |
| 2004    | Chris Hoy              | Arnaud Tournant             | Stefan Nimke          |

#### 4000 m Einerverfolgung
| Olympia | Gold              | Silber             | Bronze             |
| ------- | ----------------- | ------------------ | ------------------ |
| 1964    | Jiří Daler        | Giorgio Ursi       | Preben Isaksson    |
| 1968    | Daniel Rebillard  | Mogens Frey        | Xaver Kurmann      |
| 1972    | Knut Knudsen      | Xaver Kurmann      | Hans Lutz          |
| 1976    | Gregor Braun      | Herman Ponsteen    | Thomas Huschke     |
| 1980    | Robert Dill-Bundi | Alain Bondue       | Hans-Henrik Ørsted |
| 1984    | Steve Hegg        | Rolf Gölz          | Leonard Nitz       |
| 1988    | Gintautas Umaras  | Dean Woods         | Bernd Dittert      |
| 1992    | Chris Boardman    | Jens Lehmann       | Gary Anderson      |
| 1996    | Andrea Collinelli | Philippe Ermenault | Bradley McGee      |
| 2000    | Robert Bartko     | Jens Lehmann       | Bradley McGee      |
| 2004    | Bradley Wiggins   | Bradley McGee      | Sergi Escobar      |
| 2008    | Bradley Wiggins   | Hayden Roulston    | Steven Burke       |

#### Punktefahren
| Olympia | Gold              | Silber            | Bronze                 |
| ------- | ----------------- | ----------------- | ---------------------- |
| 1900    | Enrico Brusoni    | Karl Duill        | Louis Trousselier      |
| 1984    | Roger Ilegems     | Uwe Messerschmidt | José Manuel Youshimatz |
| 1988    | Dan Frost         | Leo Peelen        | Marat Ganejew          |
| 1992    | Giovanni Lombardi | Léon van Bon      | Cédric Mathy           |
| 1996    | Silvio Martinello | Brian Walton      | Stuart O’Grady         |
| 2000    | Joan Llaneras     | Milton Wynants    | Alexei Markow          |
| 2004    | Michail Ignatjew  | Joan Llaneras     | Guido Fulst            |
| 2008    | Joan Llaneras     | Roger Kluge       | Chris Newton           |

### Frauen

#### 500 m Zeitfahren
| Olympia | Gold              | Silber          | Bronze              |
| ------- | ----------------- | --------------- | ------------------- |
| 2000    | Félicia Ballanger | Michelle Ferris | Jiang Cuihua        |
| 2004    | Anna Meares       | Jiang Yonghua   | Natallja Zylinskaja |

#### 3000 m Einerverfolgung
| Olympia | Gold                          | Silber            | Bronze                        |
| ------- | ----------------------------- | ----------------- | ----------------------------- |
| 1992    | Petra Rossner                 | Kathy Watt        | Rebecca Twigg                 |
| 1996    | Antonella Bellutti            | Marion Clignet    | Judith Arndt                  |
| 2000    | Leontien Zijlaard-van Moorsel | Marion Clignet    | Yvonne McGregor               |
| 2004    | Sarah Ulmer                   | Katie Mactier     | Leontien Zijlaard-van Moorsel |
| 2008    | Rebecca Romero                | Wendy Houvenaghel | Lessja Kalytowska             |

#### Punktefahren
| Olympia | Gold               | Silber                        | Bronze             |
| ------- | ------------------ | ----------------------------- | ------------------ |
| 1996    | Nathalie Lancien   | Ingrid Haringa                | Lucy Tyler-Sharman |
| 2000    | Antonella Bellutti | Leontien Zijlaard-van Moorsel | Olga Sljussarewa   |
| 2004    | Olga Sljussarewa   | Belem Guerrero                | María Luisa Calle  |
| 2008    | Marianne Vos       | Yoanka González               | Leire Olaberria    |